# José Antonio Chicoy Massa
José Antonio Chicoy Massa (Madrid, 2 de novembre de 1947) és un exnadador alacantí, especialitzat en distàncies curtes. Va formar part del Club de Regates d'Alacant.
Els majors èxits esportius de Chicoy van arribar al període 1967-68. Hi va prendre part dels Jocs de la Mediterrània de 1967, celebrats a Tunis: va aconseguir la medalla d'or en 100 metres lliures, amb un temps de 55.4
Amb aquest bagatge va ser seleccionat pel combinat espanyol per a representar la natació d'aquest estat als Jocs Olímpics de Mèxic. Chicoy va participar en quatre disciplines, una individual i les altres tres d'equip:
- En 100 metres lliures va caure a les semifinals, després de concloure 6è. Va fer un crono de 54.9, el mateix que a la sèrie classificatòria, en la qual havia quedat en segon lloc.
- En 4x100 metres lliures, l'equip espanyol, al qual hi pertanyia Chicoy, va quedar eliminat a la primera ronda, en acabar cinquè. L'alacantí va ser el primer rellevista, amb un temps de 55.1
- En 4x200 metres lliures, de nou els espanyols van ser eliminats a primera ronda, a l'haver quedat quarts a la seua sèrie. Chicoy va ser el tercer rellevista, amb un temps de 2:06.1
- En 4x100 metres estils, el conjunt espanyol de natació va superar la primera ronda en quedar en segon lloc. Chicoy va fer l'última volta, amb 54.1 A la final de la disciplina, el d'Alacant va ser de nou qui tancava els relleus i va sumar dues dècimes més, 54.3. A les postres, vuitè lloc per al conjunt ibèric. Aquesta va ser l'única final olímpica de José Antonio Chicoy.